# لاربا (روسیه)
لاربا (به لاتین: Larba) یک منطقهٔ مسکونی در روسیه است که در استان آمور واقع شده‌است.